# Muggsy Spanier
Pour les articles homonymes, voir Spanier.
Muggsy Spanier, de son vrai nom Francis Joseph Julian Spanier, est un cornettiste de jazz américain, né le 9 novembre 1901 ou 1906, selon les sources, à Chicago et mort le 12 février 1967 à Sausalito (Californie).
Muggsy Spanier est un musicien représentatif du « Chicago Jazz » des années 1920, mais aussi une des figures de proue du « dixieland revival ». Surtout spécialiste du cornet à pistons, Muggsy Spanier a aussi enregistré à la trompette.

## Biographie
Muggsy Spanier commence à apprendre le cornet à pistons à l’âge de 13 ans. Il commence sa carrière professionnelle dans l’orchestre d’Elmer Schoebel avec lequel il participe à sa première séance d’enregistrement en 1924. Il est au début des années 1920, un des cornettistes les plus représentatifs du « Style Chicago » et participe à ce titre a de nombreux enregistrements comme sideman dans différentes formations. En 1929, il rejoint l’orchestre du clarinettiste Ted Lewis. Il reste pendant 7 ans dans cette formation, aujourd’hui plutôt décriée, mais qui est à l’époque très populaire. De 1936 à 1938, on retrouve Spanier dans l’orchestre de Ben Pollack. De sérieux problèmes de santé l’obligent à être hospitalisé durant 3 mois.
Rétabli, il forme sa propre formation composée de 8 musiciens, le « Muggsy Spanier and his Ragtime Band » qui contrairement à son nom laisse croire ne joue pas du ragtime mais du dixieland). Il enregistre avec cet orchestre pour le label « Bluebird ». Les faces enregistrées, reprenant l’esthétique du jazz des années 1910-1920, anticipent de deux ans ce qui sera l’essence mouvement du « dixieland revival ».
Spanier joue ensuite un temps dans l’orchestre de Bob Crosby, dirige un éphémère big band, mais surtout participe comme « sideman » ou leader à de nombreux disques de dixieland à New York, puis en Californie. De 1957 à 1959, il codirige à San Francisco une formation avec le pianiste Earl Hines. Il continue une carrière de musicien « free lance » jusqu’à sa retraite en 1964.